# Melanella iotoides
Melanella iotoides is een slakkensoort uit de familie van de Eulimidae. De wetenschappelijke naam van de soort is voor het eerst geldig gepubliceerd in 1916 door Bartsch.